# Fushanosaurus
Fushanosaurus qitaiensis is een plantenetende sauropode dinosauriër, behorende tot de Titanosauriformes, die tijdens de late Jura leefde in het gebied van de huidige Volksrepubliek China.

## Vondst en naamgeving
In de prefectuur Qitai, honderd kilometer ten noorden van de gelijknamige hoofdplaats, in het oostelijk Junggarbekken van Xinjiang, werd in de eenentwintigste eeuw een dijbeen gevonden van een sauropode. Het stak met het onderste uiteinde boven een laag rood moddergesteente uit waarin het bewaard was gebleven; het bovenliggende gele zandgesteente was door winderosie weggesleten maar die had het bot vrij ongeschonden gelaten. 
In 2019 werd de typesoort Fushanosaurus qitaiensis benoemd en beschreven door Wang Xuri, Wu Wenhao, Li Tao, Ji Qiang, Li Yinxian en Guo Jinfang. De geslachtsnaam verwijst naar het Fushanmuseum te Zibo in Shandong, dat de opgraving uitvoerde en waarvan de naam is afgeleid van de plaats Fushan, letterlijk de "drijvende berg". De soortaanduiding verwijst naar de herkomst uit Qitai.
Het fossiel, holotype FH00010, is gevonden in een laag van de bovenste Shishugouformatie. Het bestaat uit een volledig rechterdijbeen.

## Beschrijving

### Grootte en onderscheidende kenmerken
Fushanosaurus is een grote soort. Afgaande op het dijbeen waarvan de lengte verticaal 180 centimeter bedraagt, werd een lichaamslengte geschat van rond de dertig meter. Hierbij werd echter geëxtrapoleerd vanuit te hoge schattingen voor Huanghetitan ruyangensis en Daxiatitan, gemodelleerd op Mamenchisaurus die een zeer lange nek bezit. Bij de typische proporties van een titanosauriform is de lengte ongeveer twintig meter.
De beschrijvers wisten enkele onderscheidende kenmerken vast te stellen. Het verlengde naar boven toe van de zijbult op de bovenste beenstijl en een lijn van de bovenkant van de kop van het dijbeen naar buiten getrokken maken een hoek van 127° met elkaar. De vierde trochanter, de aanhechting voor de retractorspier van de staart op de binnenste achterkant van de dijbeenschacht, is goed ontwikkeld en is in buitenaanzicht gevormd als een hoge bult. De vierde trochanter is boven het middenpunt van de schacht geplaatst, dicht bij de binnenrand. De groeve tussen de onderste gewrichtsknobbels is diep en U-vormig in dwarsdoorsnede. De lijn tussen de gewrichtsknobbels staat haaks op de dijbeenschacht.
Deze diagnose is wat problematisch: alleen de exacte hoek van 127° kan mogelijkerwijs als autapomorfie gelden en het is de vraag of de combinatie van overige kenmerken uniek is. Gepoogd werd en duidelijk onderscheid te maken met Tienshanosaurus uit dezelfde formatie wat niet eenvoudig is daar die van zeer slecht materiaal bekend is. De mogelijkheid blijft zo bestaan dat Fushanosaurus slechts de volwassen vorm is van Tienshanosaurus.

### Dijbeen
Van het dijbeen hebben de uiteinden een breedte overdwars van ongeveer een halve meter. In het midden bedraagt die maat veertig centimeter terwijl de breedte van voor naar achteren gemeten negentien centimeter bedraagt. De trochanter major is niet sterk ontwikkeld. De vierde trochanter is op zestig centimeter van de bovenkant gelegen en vormt een verhoging van eenendertig centimeter lang, zestien centimeter breed en negen centimeter hoog. De groeve tussen de onderste gewrichtsknobbels is vijftien centimeter diep en minstens tien centimeter breed. De binnenste knobbel steekt duidelijk verder uit en het gewrichtsvlak staat niet haaks op de schacht.

## Fylogenie
Fushanosaurus werd in 2019 in de Titanosauriformes geplaatst. Dat zou het een van de oudste bekende titanosauriformen maken en de oudste van Azië. Deze positie is echter uiterst onzeker want er werd geen exacte kladistische analyse uitgevoerd. Er werden zelfs geen concrete synapomorfieën aangegeven die Fushanlong met de Titanosauriformes zou delen.